# Habitatge al carrer Seix i Faya, 16 (Tremp)
L'Habitatge al carrer Seix i Faya, 16 és un edifici de Tremp (Pallars Jussà) protegit com a Bé Cultural d'Interès Local.

## Descripció
Es tracta d'un edifici entre mitgeres, situat al carrer Seix i Faya. L'edifici consta d'una construcció de tres nivells, planta baixa i dos pisos. La façana es distingeix per una sobrietat molt marcada, sols trencada pels motius decoratius de les finestres del primer i segon pis. Totes es troben emmarcades en els seus muntants i llindes, i les del primer pis presenten una decoració en relleu en forma de cadenes en la part superior dels muntants i resseguint tota la llinda. El balcó del primer pis és corregut, mentre els del segon pis són individuals, tot i que segueixen la mateixa línia decorativa.